# James Hyslop
James Edwin Hyslop (7 de noviembre de 1861, Inverness, Escocia, Reino Unido – 11 de enero de 1928, Hidalgo del Parral, Chihuahua, México) fue un empresario y latifundista de origen escocés radicado en el estado mexicano de Chihuahua y fundador de diversas compañías mineras.

## Infancia y juventud
Nacido en Inverness, Escocia el 7 de noviembre de 1861, hijo de William Hyslop y Margaret Gowenlock, James provenía de una influyente familia Escocesa, con participación en diversas empresas en el Reino Unido, entre las cuales se encontrabran compañías mineras, compañías agrícolas y ganaderas, así como hospitales psquiatricos, entre otras. 
James vivió los primeros años de su infancia en la ciudad de Inverness, Escocia y más tarde en su juventud, su familia se establecería definitivamente en Church Stretton, Inglaterra, en donde vivieron James y sus 7 hermanos. A la edad de 19 años James, interesado por los negocios de minería de su familia, decidió estudiar Ingeniería en Minería en la Universidad de Oxford, de la cual obtuvo un grado de primera clase con honores.

## Migración y empresas
Llegó a México en 1895, a Hidalgo del Parral, Chihuahua, como socio y director general de "San Francisco del Oro Mines, LTD”, compañía minera con base en Londres, que contaba con 20 minas en México y 7 minas en el extranjero. En estas minas se extraían distintos minerales tales como oro, plata, cobre y  zinc. Dicha compañía minera fue fundadada por James Hyslop y otros aristócratas ingleses, de los que destacaba Rudolph Feilding, noveno conde de Denbigh. Asimismo, en el año de 1900, James fundó junto al británico, William Harrison, la minera "The Guggenheim Smelting Co." Compañía que operaba en el estado de Chihuahua, la cual contaba con 5 minas, en donde se extraían plata y zinc principalmente.
En 1908, James Hyslop, junto al ingeniero e inversionista británico Weetman Pearson establecieron la Compañía Mexicana de Petróleo El Águila S.A. empresa petrolera. Llegó a representar el 50% del mercado petrolero en México, donde operó 30 años. Fue expropiada en 1938 y disuelta en 1963.

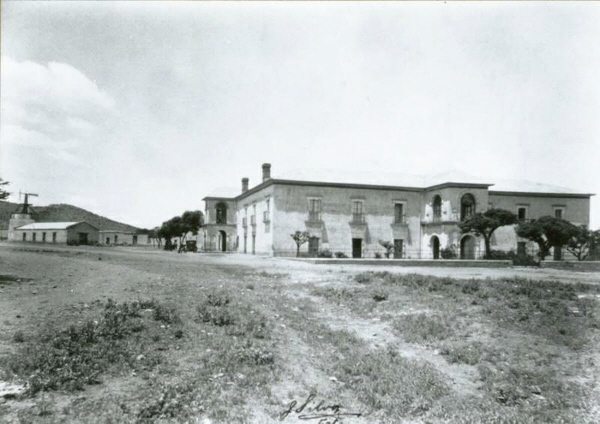
Hacienda de Santiago

Heredó de su suegro la "Hacienda De Santiago", famosa hacienda chihuahuense construida en el Virreinato Español, donde se practicaban actividades agrícolas, ganaderas y textiles. Se estableció como la residencia oficial de la familia.
James Hyslop vio la gran oportunidad de negocio que representaba la Hacienda en México en ese momento, por lo que adquirió fincas en diferentes estados del país. En las distintas Haciendas se desarrollaban actividades muy diversas, entre ellas, producciones textiles, agrícolas, ganaderas, madereras, además de viñedos, lecherías, y ladrilleras.
Más tarde, en 1910 James Hyslop se convertiría en uno de los empresarios más reconocidos de México a principios del siglo XX, durante el periodo del Porfiriato. Tenía inversiones en sectores muy diversos, tales como minería, petróleo, transporte ferroviario, ganadería y agricultura. También adquirió grandes extensiones territoriales en México y Estados Unidos, lo que lo llevó a convertirse en un latifundista.

## Familia

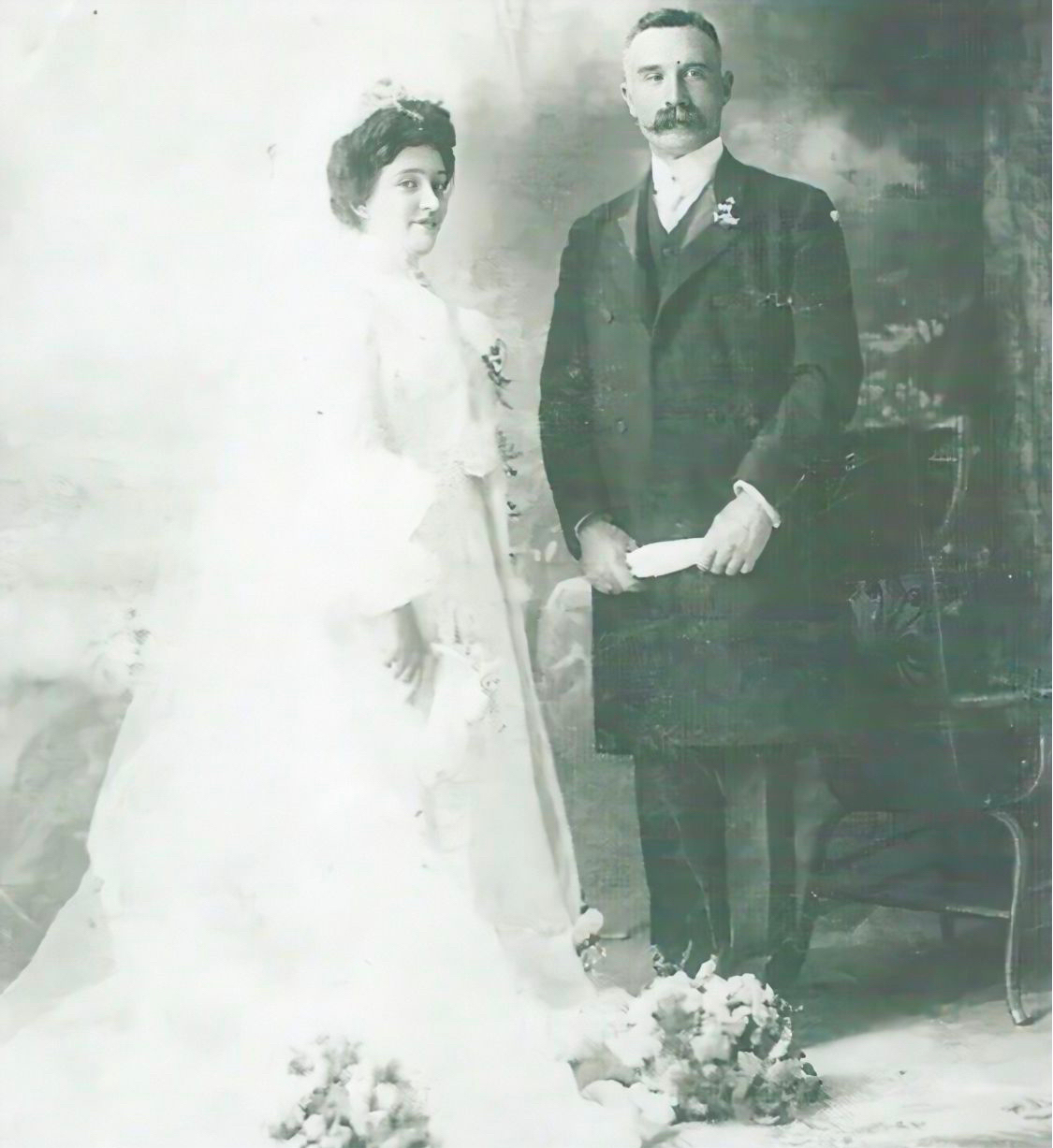
James Hyslop y Maria Beckmann

En 1903, James contrajo matrimonio con María Beckmann, hija del Alemán William Christian Beckmann, otro minero prominente con extensiones territoriales en el distrito de Hidalgo del Parral, Chihuahua.
James y María procrearon siete hijos, Margarita, Guillermo, María, Leticia, Santiago, Beatriz y Rafael.

## Fallecimiento
El 11 de enero de 1928, James Hyslop sufrió un ataque al corazón causado por un problema cardíaco que lo había hecho enfermar años atrás.